# Amerikaanse dollar
De Amerikaanse dollar is de wettige munteenheid van de Verenigde Staten en van enkele andere landen die deze munt als valuta overgenomen hebben.

## Geschiedenis
In 1792 namen de Verenigde Staten de dollar aan als nationale munteenheid. De dollar geldt sinds de Tweede Wereldoorlog als anker-valuta in de internationale handel. Zo worden de goud- en aardolieprijzen in de internationale handelsmarkt in dollars uitgedrukt.
Vooral sinds 2002 verliest de Amerikaanse dollar steeds meer zijn status van overheersende munteenheid. De euro is een grote concurrent geworden en ook de Chinese renminbi wordt gezien als toekomstig sleutelvaluta in de wereldhandel. De gouverneur van de Centrale Bank van de Volksrepubliek China stelde in maart 2009 voor om de dollar als reservevaluta te vervangen door een "mandje" van een aantal valuta's. De Russische minister van Financiën Kudrin verklaarde in juni 2009 nog dat de positie van de Amerikaanse dollar als leidende reservevaluta niet ter discussie stond. Na 2010 werd echter een proces van de-dollarisering ingezet, waarbij verschillende landen waaronder Rusland en China zijn overgestapt op handel in nationale valuta. Ook binnen de BRICS en de Shanghai-samenwerkingsorganisatie werden initiatieven in die zin ondernomen. 

## Landen waar de dollar wettig betaalmiddel is
Naast de Verenigde Staten zijn er andere landen en territoria die deze munteenheid gebruiken. Dit zijn:
- Bonaire, Saba en Sint Eustatius (Nederland)
- Brits Indische Oceaanterritorium (Verenigd Koninkrijk)
- Britse Maagdeneilanden (Verenigd Koninkrijk)
- Ecuador
- El Salvador
- Marshalleilanden
- Micronesië
- Oost-Timor
- Palau
- Turks- en Caicoseilanden (Verenigd Koninkrijk)
- Zimbabwe

Ook in de Amerikaanse territoria (de Amerikaanse Maagdeneilanden, Amerikaans-Samoa, Guam, de Noordelijke Marianen, Puerto Rico en de kleine afgelegen eilanden van de Verenigde Staten) wordt met de Amerikaanse dollar betaald.

## Munten
De dollar is onderverdeeld in 100 cent (symbool ¢). 
De quarters die tussen 1999 en 2009 werden uitgegeven bevatten een opdruk van een van de staten van Amerika, net zoals dat bij de euro het geval is. Zie State Quarters. De staten geven op deze speciale quarters een kenmerk van hun staat. Op de quarter van New York staat bijvoorbeeld het Vrijheidsbeeld afgebeeld met het onderschrift Gateway to freedom. Munten van 1 dollar worden betrekkelijk weinig gebruikt; meestal gebruikt men biljetten. Munten van een dollar worden opvallend genoeg wel gebruikt in de automaten voor kaartjes van de metro in onder andere New York.

### Munten in circulatie
| Waarde | Afbeelding                                                                            | Afbeelding                                                                            | Afbeelding                        | Afbeelding                                                            | Specificatie        | Specificatie       | Specificatie | Specificatie                         | Specificatie                            | Geslagen                                                             | Gebruik  | Algemene benaming          |
| Waarde | Voorkant                                                                              | Voorkant                                                                              | Achterkant                        | Achterkant                                                            | Rand                | Diameter           | Dikte        | Gewicht                              | Samenstelling                           | Geslagen                                                             | Gebruik  | Algemene benaming          |
| ------ | ------------------------------------------------------------------------------------- | ------------------------------------------------------------------------------------- | --------------------------------- | --------------------------------------------------------------------- | ------------------- | ------------------ | ------------ | ------------------------------------ | --------------------------------------- | -------------------------------------------------------------------- | -------- | -------------------------- |
| $ 0,01 |                                                                                       | Abraham Lincoln                                                                       |                                   | Tarwe                                                                 | glad                | 19,00 mm           | 1,55 mm      | 1909-1982 3,11 g                     | koper 95% tin/zink 5%                   | 1909–1958                                                            | algemeen | Wheat penny, Penny, Cent   |
| $ 0,01 |                                                                                       | Abraham Lincoln                                                                       | Lincoln Memorial                  | 19,05 mm                                                              | glad                | 1959–2008          | 1,55 mm      | 1909-1982 3,11 g                     | koper 95% tin/zink 5%                   | algemeen                                                             |          | Wheat penny, Penny, Cent   |
| $ 0,01 | Diverse                                                                               | Abraham Lincoln                                                                       | Lincoln bicentennial series       | 19,05 mm                                                              | glad                | 1982- heden 2,50 g | 1,55 mm      | kern: zink 97,5% plating: koper 2,5% | 2009                                    | algemeen                                                             |          | Wheat penny, Penny, Cent   |
| $ 0,01 |                                                                                       | Abraham Lincoln                                                                       | Union shield                      | 19,05 mm                                                              | glad                | 1982- heden 2,50 g | 1,55 mm      | kern: zink 97,5% plating: koper 2,5% | 2010–heden                              | algemeen                                                             |          | Wheat penny, Penny, Cent   |
| $ 0,05 |                                                                                       | Thomas Jefferson                                                                      |                                   | Monticello                                                            | glad                | 21,21 mm           | 1,95 mm      | 5,00 g                               | koper 75% nikkel 25%                    | 1938–1942, 1946–2003                                                 | algemeen | Nickel                     |
| $ 0,05 | Diverse                                                                               | Diverse                                                                               | Westward Journey Series           | Westward Journey Series                                               | glad                | 21,21 mm           | 1,95 mm      | 5,00 g                               | koper 75% nikkel 25%                    | 2004–2005                                                            | algemeen | Nickel                     |
| $ 0,05 |                                                                                       | Thomas Jefferson                                                                      |                                   | Monticello                                                            | glad                | 21,21 mm           | 1,95 mm      | 5,00 g                               | koper 75% nikkel 25%                    | 2006–heden                                                           | algemeen | Nickel                     |
| $ 0,10 |                                                                                       | Franklin D. Roosevelt                                                                 |                                   | Fakkel, eikentak, olijftak                                            | 118 ribbels         | 17,91 mm           | 1,35 mm      | 2,268 g                              | koper 91,67% nikkel 8,33%               | 1965–heden                                                           | algemeen | Dime                       |
| $ 0,25 |                                                                                       | George Washington                                                                     |                                   | Amerikaanse zeearend                                                  | 119 ribbels         | 24,26 mm           | 1,75 mm      | 5,67 g                               | koper 91,67% nikkel 8,33%               | 1965–1974, 1977–1998                                                 | algemeen | Quarter                    |
| $ 0,25 |                                                                                       | George Washington                                                                     | Koloniale militaire trommelslager | (1975) 1976                                                           | 119 ribbels         | 24,26 mm           | 1,75 mm      | 5,67 g                               | koper 91,67% nikkel 8,33%               |                                                                      | algemeen | Quarter                    |
| $ 0,25 |                                                                                       | George Washington                                                                     | State Quarter Series              | State Quarter Series                                                  | 119 ribbels         | 24,26 mm           | 1,75 mm      | 5,67 g                               | koper 91,67% nikkel 8,33%               | 1999–2008                                                            | algemeen | Quarter                    |
| $ 0,25 | DC and US Territories Quarters                                                        | DC and US Territories Quarters                                                        | 2009                              |                                                                       | 119 ribbels         | 24,26 mm           | 1,75 mm      | 5,67 g                               | koper 91,67% nikkel 8,33%               |                                                                      | algemeen | Quarter                    |
| $ 0,25 | America the Beautiful Quarters                                                        | America the Beautiful Quarters                                                        | 2010–2021                         |                                                                       | 119 ribbels         | 24,26 mm           | 1,75 mm      | 5,67 g                               | koper 91,67% nikkel 8,33%               |                                                                      | algemeen | Quarter                    |
| $ 0,50 |                                                                                       | John F. Kennedy                                                                       |                                   | Zegel van de president van de Verenigde Staten omringd met 50 sterren | 150 ribbels         | 30,61 mm           | 2,15 mm      | 11,34 g                              | koper 91,67% nikkel 8,33%               | 1971–1974, 1977–heden                                                | beperkt  | Half dollar, 50-cent piece |
| $ 0,50 |                                                                                       | John F. Kennedy                                                                       | Independence Hall                 | (1975) 1976                                                           | 150 ribbels         | 30,61 mm           | 2,15 mm      | 11,34 g                              | koper 91,67% nikkel 8,33%               |                                                                      | beperkt  | Half dollar, 50-cent piece |
| $ 1    |                                                                                       | Susan B. Anthony                                                                      |                                   | Insigne van Apollo 11                                                 | geribbeld           | 26,50 mm           | 2,00 mm      | 8,10 g                               | koper 91,67% nikkel 8,33%               | 1979–1981, 1999                                                      | beperkt  | SBA, Suzie B.              |
| $ 1    | Sacagawea                                                                             | Sacagawea                                                                             |                                   | Amerikaanse zeearend in vlucht                                        | glad                | 26,50 mm           | 2,00 mm      | 8,10 g                               | koper 77% zink 12% mangaan 7% nikkel 4% | 2000–2008                                                            | beperkt  | Gold(en) dollar, Sacajawea |
| $ 1    | Sacagawea                                                                             | Sacagawea                                                                             | Native American Themes            | Native American Themes                                                | glad met inscriptie | 26,50 mm           | 2,00 mm      | 8,10 g                               | koper 77% zink 12% mangaan 7% nikkel 4% | 2009–heden                                                           | beperkt  | Gold(en) dollar, Sacajawea |
| $ 1    | Een overleden president (tot en met James Garfield) (in circulatie gebracht tot 2011) | Een overleden president (tot en met James Garfield) (in circulatie gebracht tot 2011) |                                   | Vrijheidsbeeld                                                        | glad met inscriptie | 26,50 mm           | 2,00 mm      | 8,10 g                               | koper 77% zink 12% mangaan 7% nikkel 4% | 2007–2011 (vanaf 2012 enkel als herdenkingsmunt, niet in circulatie) | beperkt  | Gold(en) dollar            |

## Bankbiljetten

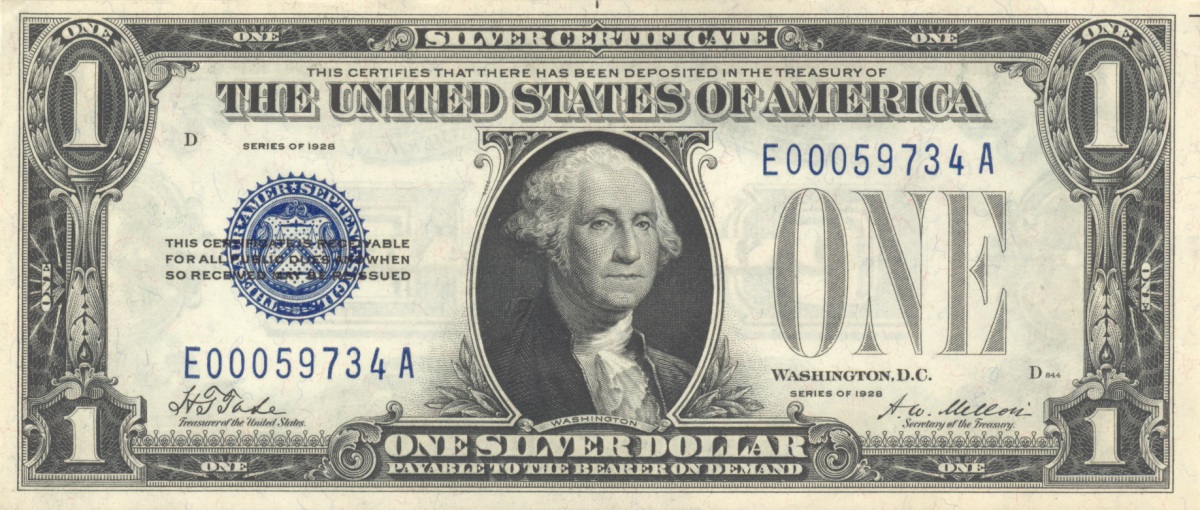
$ 1 Silver Certificate (1928)

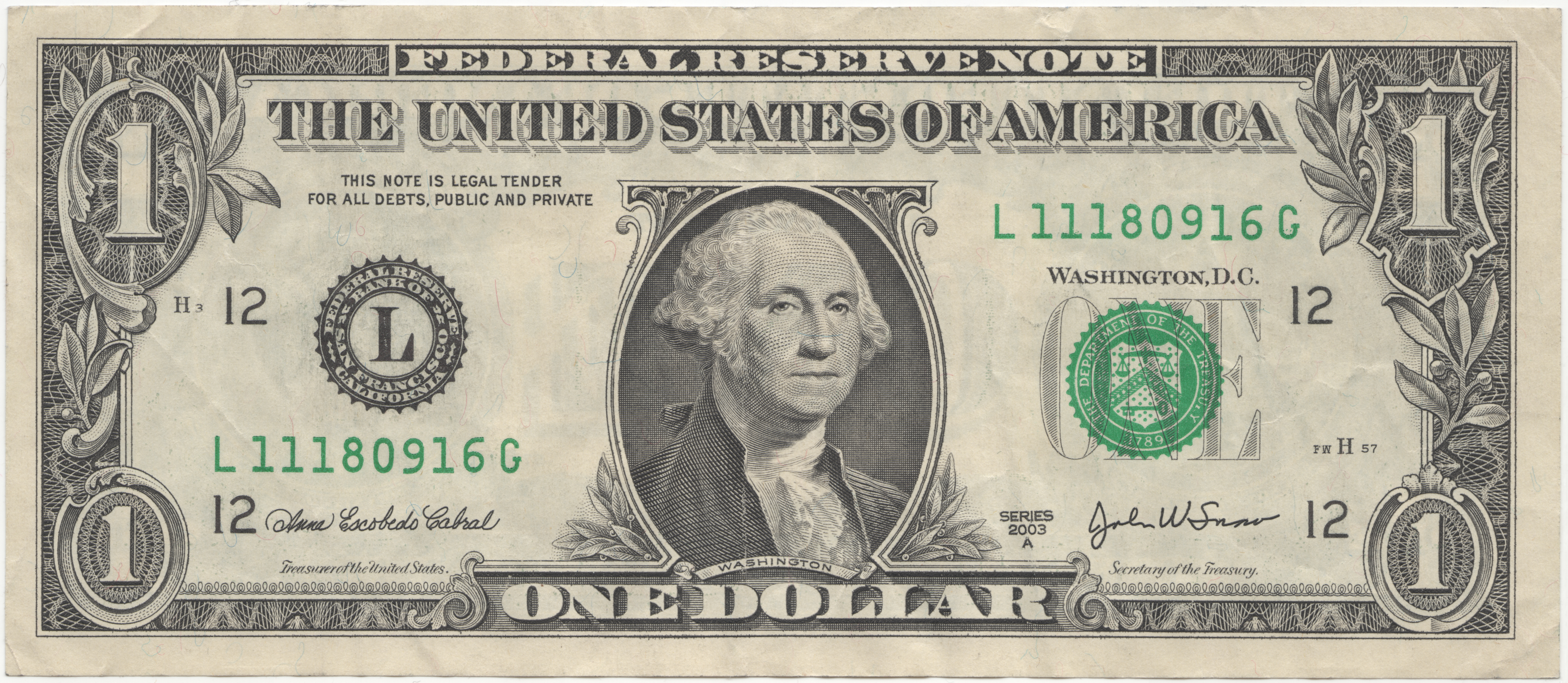
$ 1 (2003)

Tot aan de Amerikaanse Burgeroorlog gaf de federale overheid alleen gouden en zilveren munten uit. Bankbiljetten werden gedrukt door particuliere banken, en waren alleen bij de bank van uitgifte inwisselbaar. Ging zo'n bank failliet, dan werd het papiergeld waardeloos.
In 1862 gaf de regering-Lincoln dollarbiljetten uit, de zgn greenbacks, die inwisselbaar waren tegen muntgeld, maar niet werden gedekt door de goudvoorraad.
Bankbiljetten worden gemaakt van katoen gemengd met vlas.
- $ 1 (opdruk voorkant: George Washington; achterkant: Grootzegel van de Verenigde Staten)
- $ 2 (opdruk voorkant: Thomas Jefferson; achterkant: Amerikaanse Onafhankelijkheidsverklaring)
- $ 5 (opdruk voorkant: Abraham Lincoln; achterkant: Lincoln Memorial)
- $ 10 (opdruk voorkant: Alexander Hamilton; achterkant: Ministerie van Financiën)
- $ 20 (opdruk voorkant: Andrew Jackson; achterkant: Witte Huis)
- $ 50 (opdruk voorkant: Ulysses S. Grant; achterkant: Capitool)
- $ 100 (opdruk voorkant: Benjamin Franklin; achterkant: Independence Hall)

Er hebben verscheidene bankbiljetten bestaan met een nominale waarde tot $ 100.000, deze zijn echter in 1969 uit de circulatie genomen om het criminelen lastiger te maken grote bedragen in contanten te vervoeren. Oorspronkelijk werden deze biljetten gebruikt voor transacties tussen banken. Deze biljetten met grote nominale waarde gelden in de Verenigde Staten nog wel als wettig betaalmiddel, maar de Wet geldstelsel BES regelt dat in Caribisch Nederland alleen biljetten met een nominale waarde van ten hoogste $100 erkend worden.
Het $ 2-biljet is bijna niet meer in omloop.

## Koersontwikkeling van de dollar

Waarde van een (1) euro uitgedrukt in dollars vanaf 1999

Na de Tweede Wereldoorlog was de Verenigde Staten de belangrijkste economische macht. Op de Conferentie van Bretton Woods werd het Internationaal Monetair Fonds (IMF) in juli 1944 opgericht. Na de oorlog streefden de deelnemende landen naar vaste wisselkoersen. De waarde van de nationale valuta werd vastgelegd in goud of ten opzichte van de dollar. Hierbij was de basis dat een ounce goud gelijk stond aan 35 dollar.
De afspraken werden tot het eind van de jaren zestig goed nageleefd, maar de steun brokkelde af toen de dollar overgewaardeerd werd geacht. Speculanten richtten zich op de dollar en de Amerikaanse goudvoorraad slonk. In 1971 hief president Richard Nixon eenzijdig de goudstandaard op en daarmee de link tussen de dollar en het goud. Met de zogenaamde Nixon-schok kwam het systeem van Breton woods teneinde. De koers van de dollar is sindsdien zwevend al werden nu en dan pogingen gedaan het koersverloop te beïnvloeden zoals met het Plaza-akkoord gesloten in 1985 en het Louvre-akkoord van 1987.
De koers van de dollar ten opzichte van andere valuta heeft in de loop van de tijd vrij sterke bewegingen laten zien. De koers van de euro ten opzichte van de dollar ontwikkelde zich sinds begin 1999 als in deze grafiek aangegeven.